# Mehki državni udar
Mehki državni udar, včasih imenovan tudi tihi udar, je državni udar brez uporabe nasilja, ki  temelji na zaroti, katere namen je prevzem oblasti z delno ali v celoti nelegalnimi sredstvi, da bi olajšal zamenjavo političnega vodstva in v nekaterih primerih tudi ustavni red.

## Opredelitev
Koncept mehkega državnega udara kot strategije pripisujejo ameriškemu politologu Genu Sharpu, ki je proučeval možnosti za sprožitev, usmerjanje in maksimalizacijo moči včasih kratkotrajnih množičnih vztaj, ko je poskušal razumeti, kako so bile lahko neoborožene vstaje politično mnogo pomembnejše, kot bi bili opazovalci, osredotočeni na vojaško bojevanje, pripravljeni priznati.
Po mnenju Axla Kaiserja, čilskega odvetnika Inštituta Mises, je mehki državni udar pogosto del teorije zarote, ki jo uporabljajo latinskoameriški populisti, ki želijo centralizirati oblast, vendar pod pretvezo krepitve demokracije. Kaiser trdi, da je utemeljitev latinskoameriških voditeljev, da mora biti demokracija sistem, kjer mora biti splošna volja absolutna, populistični voditelj pa se opisuje kot predstavnik splošne volje glede na to, da ga je izvolilo ljudstvo. Kaiser pravi, da so ti voditelji prepričani, da je volja voditelja enaka splošni volji in da bi bile kakršne koli omejitve voditelja tudi omejitev splošne volje same. Po tem scenariju se nasprotovanje voditelju na splošno šteje kot dejanje zoper demokracijo in se zato uporablja kot utemeljitev za preganjanje opozicije, prisilno nacionalizacijo in omejevanje svobode tiska – to razumevanje je v nasprotju z razumevanjem, po katerem se predpostavlja, da mora biti oblast voditeljev omejena, pa tudi s pravicami manjšin.